# Куру (царь)
Ку́ру (санскр. कुरु; IAST: Kuru) — имя легендарного древнеиндийского царя Лунной династии, правившего древним царством Куру в Хастинапуре, располагавшимся на территории нынешнего Дели и штата Харьяна. Сын Самвараны и Тапати, дочери Солнца. Куру был родоначальником прославленной династии Куру и предком главных героев древнеиндийского эпоса «Махабхараты» — враждующих кланов Кауравов и Пандавов.
Описывается, что в ведийские времена между собой враждовали два племени: тритсу и бхараты. Бхараты одержали верх над тритсу и завладели их землями на реке Ямуне. После этого столицей бхаратов стал город Хастинапура, располагавшийся на месте современного Дели. После смены семи поколений правитель бхаратов женился на девушке из племени тритсу. От этого брака и родился Куру, ставший основателем Солнечно-Лунной династии, которая позднее разделилась на роды Кауравов и Пандавов. О распре между этими двумя родами повествует «Махабхарата».